# Ritratto di un dotto
Il Ritratto di un dotto, noto anche come Ritratto d'uomo con libro  è un dipinto di Giovan Battista Moroni che si conserva agli Uffizi.

## Storia
Presentato dentro una cornice barocca, intagliata e dorata a foglia d'oro zecchino, questo dipinto apparteneva ad un antiquario di Udine e nel 1660, per la somma di 110 piastre,  fu acquistato dal cardinale Leopoldo de' Medici, alla cui morte, nel 1675, arrivò agli Uffizi. Nel 1704 questo ritratto fu scelto per essere esposto nella Tribuna degli Uffizi. Gerltrude Lendorff ha datato questo ritratto 1561-1565; mentre nel catalogo della mostra del 1953, la datazione è stata spostata al 1550-1553.

## Descrizione
L'uomo, forse un ecclesiastico,  chiuso in un abito nero, è ripreso di trequarti; ma la sua testa è lievemente girata verso un improvviso spettatore, in una espressione torva e sospettosa, come se sia stato disturbato mentre era concentrato nelle sue riflessioni. Chiuso è il libro, poggiato sopra una nuda balaustra di marmo variegato; ma uno dei lacci è slegato, come se l'uomo fosse prima immerso nella lettura.
Moroni sperimentava pose complesse, che amplificavano la solidità, la concentrazione, la gravità del personaggio maschile rappresentato.
L'uomo sembra essersi improvvisamente mosso da una posizione di attento riposo e con una leggera inclinazione in avanti sembra si appresti ad agire. La sua posa esprime un contrasto fra il tempo della riflessione e quello del movimento, fra il tempo del silenzio e quello della parola. Nessun simbolo o oggetto che possa caratterizzare quest'uomo, tranne quel libro, chiuso e muto, di cui non trapela né l'autore, né il titolo, neppure una riga.

### Esposizioni
- I pittori della realtà in Lombardia, Milano, 1953[5]
- Giovanni Battista Moroni, Bergamo, 1979